# Frans Pourbus den äldre

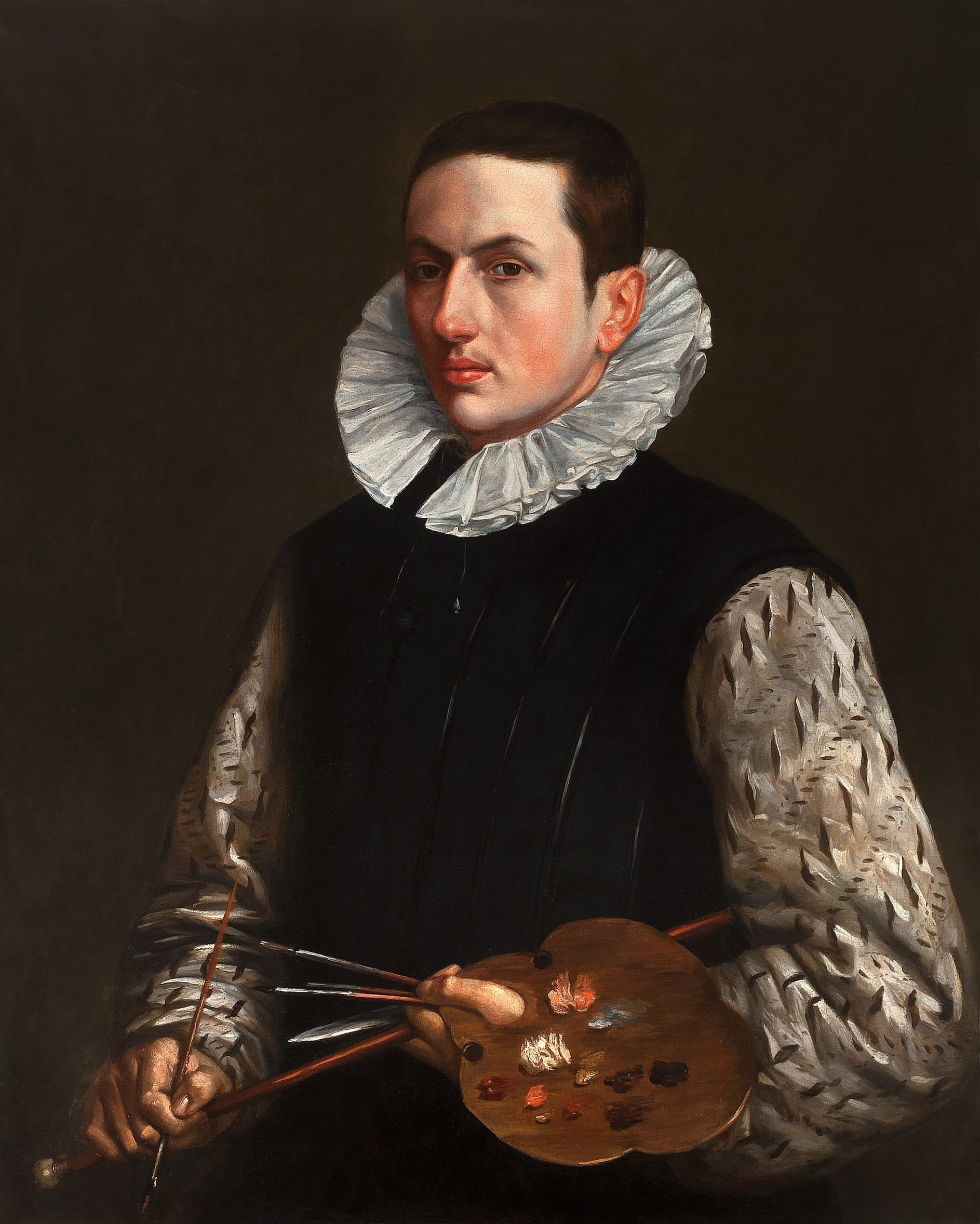
Porträtt av en man, eventuellt ett självporträtt

Frans Pourbus den äldre, född 1545, död 19 september 1581, var en flamländsk målare. Han var son till Pieter Pourbus och far till Frans Pourbus den yngre.
Frans Pourbus var elev till fadern och Frans Floris. Han är mest känd som porträttmålare. Pourbus bilder är vederhäftiga och gedigna, kraftiga i färg och teckning, om än något torra.